# Ваке (Тетрицкаройский муниципалитет)
Ваке (груз. ვაკე) — село в Грузии, на территории Тетрицкаройского муниципалитета края (мхаре) Квемо-Картли.

## География
Село находится в юго-восточной части Грузии, к западу от реки Алгети, на расстоянии приблизительно 6 километров (по прямой) к северу от города Тетри-Цкаро, административного центра муниципалитета. Абсолютная высота — 1026 метров над уровнем моря.

## Население
По результатам официальной переписи населения 2014 года в Ваке проживало 3 человека (2 мужчины и 1 женщина). В национальной структуре населения грузины составляли 100 %.
| Год  | Население, человек |
| ---- | ------------------ |
| 2002 | 12                 |
| 2014 | ↘ 3                |